# Sumner, Mississippi
Sumner là một thành phố thuộc quận Tallahatchie, tiểu bang Mississippi, Hoa Kỳ. Năm 2010, dân số của thành phố này là 316 người.

## Dân số
- Dân số năm 2000: 407 người.
- Dân số năm 2010: 316 người.